# کامایراگو
کامایراگو (به ایتالیایی: Camairago) یک کومونه در ایتالیا است که در استان لودی واقع شده‌است.

## خصوصیات
کامایراگو ۱۲٫۹ کیلومترمربع مساحت و ۵۸۷ نفر جمعیت دارد و ۵۳ متر بالاتر از سطح دریا واقع شده‌است.